# Ботун (Дебарца)
Ботун (мкд. Ботун) је насеље у Северној Македонији, у западном делу државе. Ботун припада општини Дебарца.

## Географија
Насеље Ботун је смештено у западном делу Северне Македоније. Од најближег града, Охрида, насеље је удаљено 25 km северно.
Ботун се налази у историјској области Дебарца, која обухвата слив реке Сатеске и са изразитим планинским обележјем. Насеље је смештено у средишњем, долинском делу области. Источно од насеља издиже се планина Мазатар, а западно планина Караорман. Кроз насеље протиче речица Сатеска. Надморска висина насеља је приближно 760 метара.
Клима у насељу је планинска.

## Становништво
Ботун је према последњем попису из 2002. године имао 227 становника.
Већину становништва чине етнички Македонци (97%), а остало су махом Срби.
Већинска вероисповест је православље.